# Dipendenza psicologica
DipendenzaStato medico caratterizzato da ricerca compulsiva di stimoli gratificanti, nonostante le conseguenze negative
Comportamento di dipendenzaComportamento che è al tempo stesso gratificante e di rinforzo
Farmaco-dipendenzaFarmaco che è al tempo stesso gratificante e di rinforzo
TossicodipendenzaStato di adattamento associato a una sindrome di astinenza al momento della cessazione dell'esposizione ripetuta a uno stimolo (ad esempio, l'assunzione di farmaci)
Tolleranza inversa o sensibilizzazione al farmacoEffetto crescente di un farmaco derivante dalla somministrazione ripetuta a una data dose
Sindrome da astinenzaSintomi che si verificano al momento della cessazione del consumo ripetuto di sostanze
Dipendenza fisicaDipendenza che comprende i sintomi persistenti di astinenza fisica-somatico (ad esempio, la fatica e il delirium tremens)
Dipendenza psicologicaDipendenza che comprende i sintomi di astinenza emotivo-motivazionali (ad esempio, disforia e anedonia)
Stimoli rinforzoStimoli che aumentano la probabilità di comportamenti ripetuti associati loro
Stimoli gratificantiStimoli che il cervello interpreta come intrinsecamente positivo o come qualcosa a cui avvicinarsi
SensibilizzazioneRisposta aumentata a uno stimolo derivante dalla ripetuta esposizione a esso
Disturbo da uso di sostanzeCondizione in cui l'uso di sostanze porta a una compromissione funzionale significativa o disagio
TolleranzaDiminuzione dell'effetto di un farmaco dovuto alla somministrazione ripetuta a una data dose
La dipendenza psicologica è una forma di dipendenza che comprende i sintomi di astinenza emotivo-motivazionali (ad esempio, uno stato di disagio o di insoddisfazione, una ridotta capacità di provare piacere, o ansia) al momento della cessazione del consumo di droga o impegnandosi in certi comportamenti. Le dipendenze fisica e psichica sono talvolta classificate come sfaccettatura o componenti della dipendenza, come nel DSM-IV-TR. Tuttavia, alcuni farmaci che producono sindromi da dipendenza non producono dipendenza, e viceversa, negli esseri umani  La dipendenza e la dipendenza psicologica sono entrambe mediate dal rinforzo, una forma di condizionamento operante, ma sono associati a diverse forme di rinforzo.  La dipendenza è una costrizione per gli stimoli gratificanti che viene mediata attraverso il rinforzo positivo.  La dipendenza psicologica, che è mediata attraverso il rinforzo negativo, produce un desiderio di utilizzare un farmaco o seguire un comportamento per evitare la sindrome di astinenza sgradevole che deriva dalla cessazione di esposizione ad esso.
La dipendenza psicologica si sviluppa attraverso l'esposizione costante e frequente ad uno stimolo. Comportamenti che possono produrre i sintomi di astinenza psicologica osservabili (vale a dire, causare dipendenza psicologica) includono l'esercizio fisico, lo shopping, il sesso e l'autoerotismo con la pornografia, e mangiare cibo ad alto contenuto di grassi o di zuccheri. La terapia comportamentale è in genere utilizzata per aiutare le persone a superare la dipendenza psicologica da droghe o comportamenti adattativi che producono dipendenza psicologica.